# 胡克勤 (1958年)
胡克勤（1958年—），汉族，中华人民共和国政治人物、第十一届全国政协委员。
担任全国工商联常委、北京市工商联副主席、洛娃科技实业集团有限公司董事。2008年，当选第十一届全国政协委员，代表经济界，分入第三十七组。